# Gefrittetes Gestein

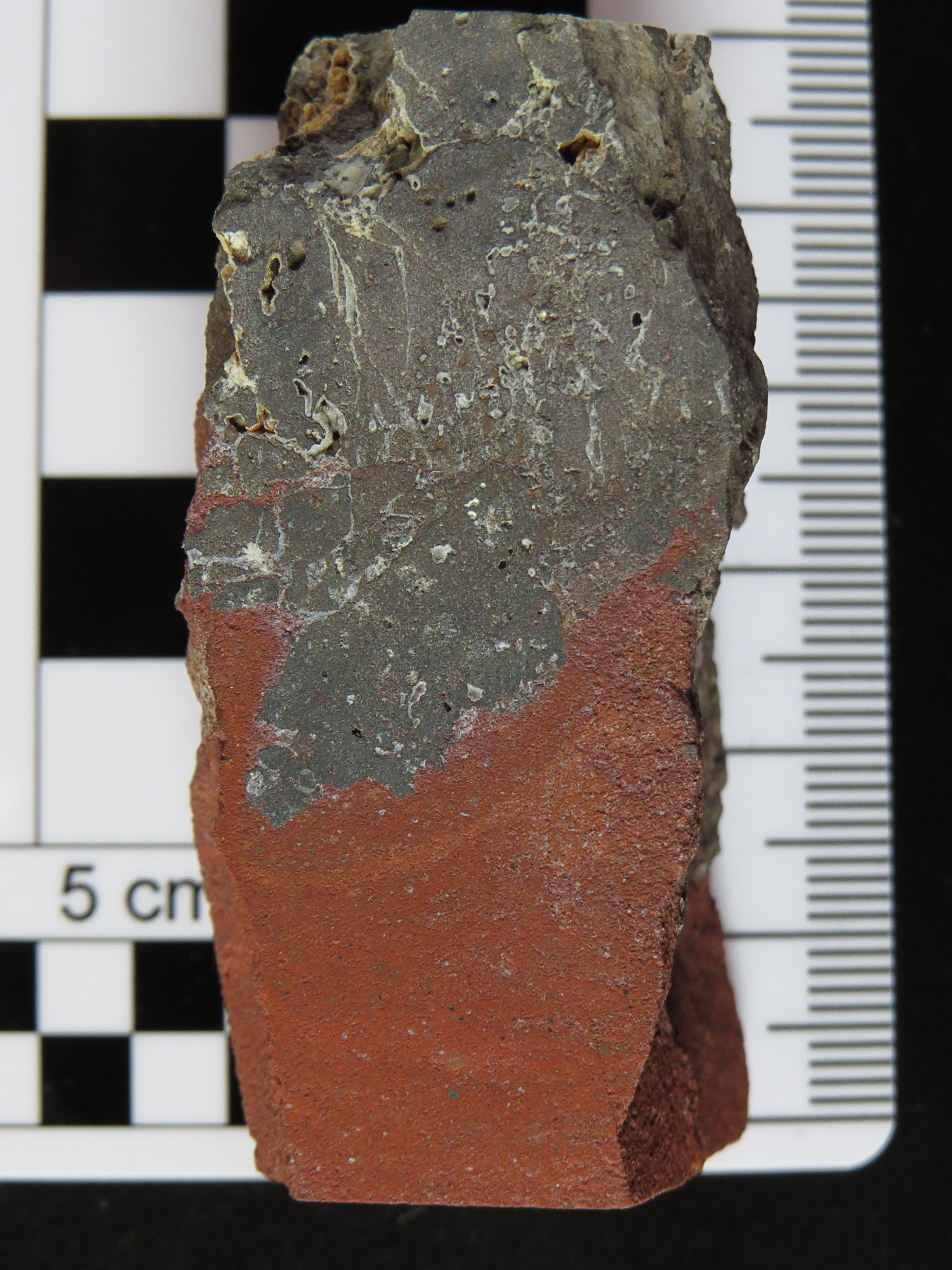
Gefrittetes Gestein (rot) in direktem Kontakt zu überliegendem Basalt. Westfjorde, Island

Als gefrittetes Gestein wird ein Gestein bezeichnet, welches aus Pyrometamorphose oder Verbrennungsmetamorphose hervorgegangen ist und bis maximal 20 % Glas enthält.

## Historische Entwicklung der Bezeichnung
Die Bezeichnung „fritting“ für den entsprechenden Vorgang der Kontaktmetamorphose wurde in der englischsprachigen geologischen Literatur bereits im frühen 19. Jahrhundert verwendet. In Deutschland verwendete der Geologe August von Klipstein den Begriff „gefrittet“ für die Beschreibung der Gesteine vom Wildenstein bei Büdingen im Wetteraukreis im südwestlichen Vorland des Vogelsberges, die durch den intrusiven Kontakt von Buntsandstein mit Basalt entstanden sind. In dieser Arbeit wurde auch der Begriff Buchit geprägt, der heute für entsprechende Gesteine mit höherem Glasgehalt verwendet wird.
Eine klare Abgrenzung der Begriffe „Buchit“ und „gefrittetes Gestein“ wurde erst durch die Definition der International Union of Geological Sciences erreicht. In der Vergangenheit wurden diese Begriffe auch synonym verwendet, da es damals auf eine quantitative Bestimmung der Glasphase nicht ankam.

## Bildung und Vorkommen
Wie die Buchite sind auch die gefritteten Gesteine in der metamorphen Sanidinit-Fazies zu finden, d. h., dass sie bei hohen Temperaturen (über 800 °C), aber bei Normaldruck oder nur wenig erhöhten Drucken gebildet wurden, etwa durch unterirdische Kohlebrände oder durch direkten Kontakt mit geschmolzenem Magma in vergleichsweise geringer Tiefe.
Ein bekanntes Vorkommen in Deutschland ist das „Bühlchen“ bei Epterode in Nordhessen, wo die Metamorphose durch brennende Braunkohlenflöze ausgelöst wurde.

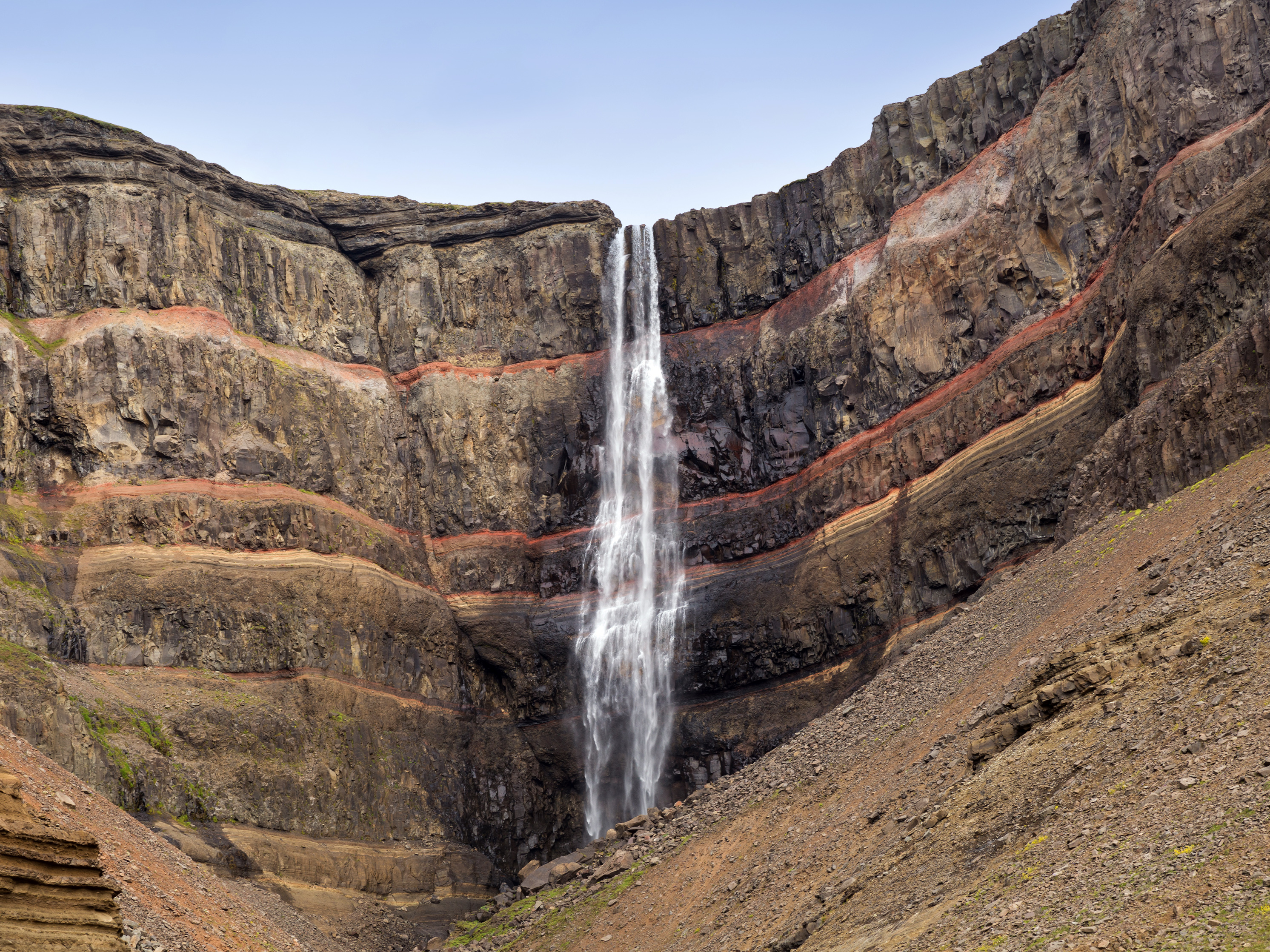
Zahlreiche Lagen gefritteten Gesteins (rot) als Zwischenlagen von Plateaubasalten am Hengifoss

Außerhalb Zentraleuropas liegen bekannte Vorkommen etwa in den Plataubasalten der Ost- bzw. Westfjorde Islands. Hier fanden – mit zeitlichen Abständen – Ausbrüche vulkanischer Flutbasalte statt, die regelmäßig große Areale der ehemaligen Landoberfläche unter sich begruben und dabei die Böden, die sich zwischen den Ausbrüchen an der Oberfläche des jeweils älteren Plateaus gebildet hatten, einer Kontaktmetamorphose unterwarfen. Ein besonders ausgeprägtes Beispiel findet sich am Hengifoss in den Ostfjorden.

## Erscheinung im Gelände und Ansprechen
Gefrittete Gesteine können wie die Buchite sowohl ein schlackenartiges, als auch dichtes Erscheinungsbild haben. Auffällig sind oft die Veränderungen der Farbe des Gesteins durch die Hitze, die von Weiß über Gelb und Rot bis Grauschwarz reichen kann. Die sichere Unterscheidung von Buchiten erfordert eine Bestimmung des Glasgehalts, die im Gelände meist nicht zu erreichen ist. Ebenso können Produkte menschlicher Aktivität wie Schlacken aus Verhüttungsvorgängen oder Bruchstücke von Ziegeleiprodukten makroskopisch schwer zu unterscheiden sein.